# Tioconazolo
Tioconazolo è un principio attivo con azione antimicotica. Ha origine dall'imidazolo e può essere usato per trattare le infezioni causate da funghi o lieviti. Gli unguenti contenenti questo principio attivo servono per trattare le infezioni vaginali causate dalla candida. Sono anche disponibili preparazioni topiche di tioconazolo da applicare sulla pelle, per curare la tigna, tinea cruris, piede d'atleta e tinea versicolor.
È stato brevettato nel 1975 e approvato per la terapia nel 1982.

## Controindicazioni
Controindicato in caso di gravidanza e allattamento.

## Effetti collaterali
Fra gli effetti collaterali si riscontrano sensazione di bruciore, rash cutaneo, dolore localizzato, esfoliazione, eritema e prurito.